# أندريس ميدينا أغيري
أندريس ميدينا أغيري (بالإسبانية: Andrés Medina Aguirre)‏ (23 مارس 1978 بكولومبيا - ) هو لاعب كرة قدم كولومبي في مركز الدفاع. لعب مع Santa Tecla F.C. ‏ وسان سلفادور ‏ وأونسي مونيسيبال ‏ وCortuluá ‏ وAlacranes Del Norte ‏ وAtlético Balboa ‏ وC.D. Brasilia ‏ وكورونل بولوجنسي وأليانزا بتروليرا.